# Turiskain
Turiskain ist ein indonesischer Ort in Westtimor (Distrikt Raihat, Regierungsbezirk Belu) und ist damit Teil der Provinz Ost-Nusa Tenggara. Er liegt an einem Nebenfluss des Lóis, in einem keilförmigen Gebietsstreifen zwischen den osttimoresischen Ortschaften Balibo und Maliana (Gemeinde Bobonaro). Hier gibt es einen regionalen Markt.

## Geschichte
Während der Gewaltwelle nach dem Unabhängigkeitsreferendum in Osttimor 1999 sollen in Flüchtlingscamps pro-indonesische Milizen vom indonesischen Militär ausgebildet worden sein, um den Krieg in Osttimor fortsetzen zu können. Etwa 25.000 Osttimoresen waren in Camps um Turiskain während der Krise deportiert worden.
An der Grenze Indonesiens kam es in den ersten Jahren nach der Unabhängigkeit Osttimors wiederholt zu Zwischenfällen.
Am 19. September 2003 erschoss der osttimoresische Polizist Agustini Barros den aus Osttimor stammenden Indonesier Vegas Biliatu im Grenzgebiet zwischen dem osttimoresischen Tunu Bibi und Turiskain. Laut Angaben der indonesischen Polizei war das Opfer durch die Polizeipatrouille gewarnt worden, osttimoresisches Gebiet zu betreten, woraufhin Vegas seine Pfeile auf die Polizisten richtete. Zu diesem Zeitpunkt war der Grenzverlauf in diesem Bereich bereits durch die Nachbarstaaten definiert, aber noch nicht klar markiert worden.
Am 6. Januar 2006 wurden drei Indonesier an der Grenze bei Turiskain auf dem Malibacafluss von osttimoresischen Polizisten erschossen. Laut indonesischen Militärquellen waren die drei Opfer beim Fischen, als ohne Vorwarnung auf sie das Feuer eröffnet wurde. Jakarta protestierte heftig. Nach dem Vorfall kam es zu Vergewaltigungen von osttimoresischen Frauen.